# Trying to Get Arrested

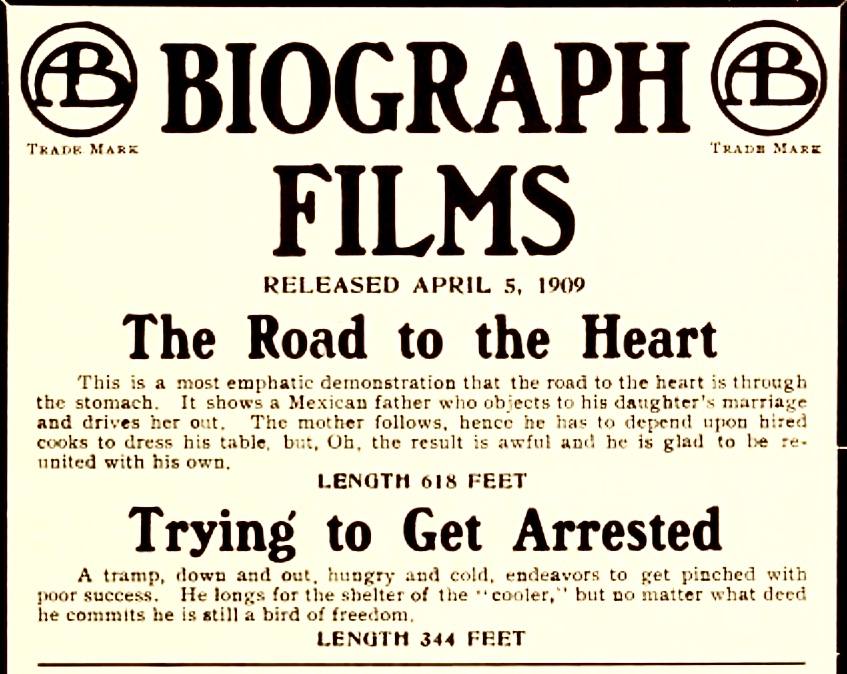
Affiche promotionnelle des films Biograph sortant en 2009

Trying to Get Arrested est un film muet américain réalisé par D. W. Griffith, sorti en 1909.

## Synopsis
Un vagabond cherche à se faire arrêter pour avoir le gîte et le couvert.

## Fiche technique
- Titre : Trying to Get Arrested
- Réalisation : D. W. Griffith
- Scénario : D. W. Griffith et Mack Sennett d'après une histoire de O. Henry
- Société de production et de distribution : American Mutoscope and Biograph Company[1]
- Photographie : G. W. Bitzer et Arthur Marvin
- Pays :  États-Unis
- Format[2] : Noir et blanc - Muet - 1,33:1[3] ou 1,37:1[4] - 35 mm[3],[4]
- Longueur de pellicule : 344 pieds (105 mètres[3])
- Durée : 4 minutes (à 16 images par seconde)[2]
- Genre : inconnu
- Date de sortie : 5 avril 1909

## Distribution
Les noms des personnages proviennent de l'Internet Movie Database.
- John R. Cumpson : le vagabond
- Anita Hendrie : la femme agressée
- Florence Lawrence : la nourrice
- Owen Moore : le passant / un des bagarreurs
- Robert Harron : un des bagarreurs
- Charles Inslee : un policier
- Arthur V. Johnson : le fugitif
- David Miles : un des bagarreurs
- Mack Sennett : le premier homme costaud
- Herbert Prior : le second homme costaud

## Autour du film
Les scènes du film ont été tournées les 13 janvier et 26 février 1909 dans le studio de la Biograph à New York.